# علاءالدین بروجردی
علاءالدین بروجردی (زادهٔ ۳۰ اسفند ۱۳۲۹) سیاستمدار ایرانی و نماینده دوره دوازدهم مجلس شورای اسلامی از حوزه انتخابیه لارستان، خنج، گراش، اوز و جویم است. وی پیش‌تر یکی از دو نماینده حوزه انتخابیه بروجرد در دوره‌های ششم، هفتم، هشتم، نهم و دهم مجلس بوده‌است. بروجردی رئیس کمیسیون امنیت ملی و سیاست خارجی در مجلس‌ دوره‌های هفتم، هشتم، نهم و دو سال اول مجلس دهم بود.
وی در اکتبر سال ۲۰۱۱ میلادی به جرم اختلاس دستگیر شد، اما پس از ۲۴ ساعت با میانجی‌گری علی لاریجانی آزاد شد. او متهم به فساد اداری شده بود، ولی اتهام مذکور را بدون آوردن ادله مناسب رد کرد. با این حال، به دلیل بروز حواشی و پیامدهای حاصله، بر وی اعمال فشار از سوی نهادهای عمدتاً قانونی و قضایی شد تا استعفاء دهد.
در تاریخ نوامبر سال ۲۰۱۱، وی درخواست کرد که دومنیک جان چیلکوت، سفیر انگلستان در ایران، به کشورش بازگردانده شود.
در سال ۲۰۱۱ او اسفندیار رحیم مشایی، رئیس دفتر محمود احمدی‌نژاد را به رهبری «یک جریان انحرافی» علیه حاکمیت متهم کرد.
بروجردی، پیش از این سابقه معاونت وزارت امورخارجه در دوران علی‌اکبر ولایتی را نیز در کارنامه خود داشته‌ است. وی ورودی ۱۳۴۹ هجری شمسی دانشگاه تبریز است و در سال ۱۳۵۴ هجری شمسی در رشته علوم‌ آزمایشگاهی فارغ‌التحصیل شد. پس از تحصیل مسئول آزمایشگاه‌های محراب‌خان در شهر مشهد و سپس هلال‌احمر در دبی شد. او پس از انقلاب ۵۷ همچنان در شهر دبی ماند و کمیته انقلاب اسلامی، شعبه دبی را تشکیل داد. بروجردی در اوایل شروع جنگ هشت ساله ایران و عراق نیز از دبی تجهیزات پزشکی و خودروهای آمبولانس به ایران ارسال می‌کرد.
علاءالدین بروجردی در سال ۱۳۶۰ به تهران آمد و به دلیل آشنایی با زبان عربی در وزارت خارجه مشغول به کار شد و مدیریت اداره امور خلیج فارس و خاورمیانه در بخش زبان عربی را به‌دست گرفت.
در سال ۱۳۹۰ علاءالدین بروجردی به دست داشتن در اختلاس امیرمنصور آریا، توسط کریمی قدوسی متهم شد که سپس به قید وثیقه آزاد گردید.

## زندگی
پدربزرگ علاء الدین بروجردی، علی محمد بروجردی از مراجع و علمای شیعه است. پدر او نیز محمدابراهیم بروجردی از علمای ایرانی بود که در سال ۱۳۶۹ درگذشت. او همچنین برادر اشرف بروجردی رئیس اسبق سازمان اسناد و کتابخانه ملی جمهوری اسلامی ایران است.
جد مادری او فرزند سیدعبدالحسین نجفی لاری، از مبارزان دوران مشروطه در جنوب فارس است. او با دختردایی خود، که فرزند سید عبدالعلی آیت‌اللهی امام جمعه اسبق شهر لار بود ازدواج کرده‌است.

## اتهام فساد مالی

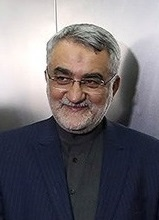
علاءالدین بروجردی

علاءالدین بروجردی و خانواده‌اش در سال ۱۳۹۰ به دست داشتن در اختلاس امیرمنصور آریا توسط کریمی قدوسی متهم شدند. کریمی قدوسی گفت:«علاء الدین بروجردی رئیس کمیسیون امنیت ملی و سیاست خارجی مجلس یکی از این متهمان است که برای وی کیفرخواست صادر شده و قاضی نظر به بازداشت وی دارد.» وی تصریح کرد:«با توجه به اعترافات امیر منصور آریا متهم اصلی پرونده و همچنین با توجه به اعترافات فرزند بروجردی که در حال حاضر در بازداشت به سر می‌برد، علاءالدین بروجردی متهم این پرونده است و باید بازداشت شود.»

## نماینده ویژه دولت در افغانستان در سال ۱۳۷۷
او در زمان رویداد کشتار دیپلمات‌های ایرانی در مزارشریف نماینده ویژه دولت در افغانستان بود. او در یک گفتگوی زنده تلویزیونی گفت: «معاونین وقت وزارت خارجه توافق نکردند که دیپلمات‌ها و خبرنگاران را از افغانستان بیرون ببریم و قرار شد مسئولیت را به نیروهای امنیتی پاکستان محول کنیم و به اصطلاح گوشت را به دست گربه دادیم.»
همسر محمود صارمی می‌گوید:
«همه دولت‌ها به اتباع خود گفته بودند به کشورشان برگردند اما به محمود دستور دادند به افغانستان جنگ زده برگردد، آقای بروجردی به او گفت باید به افغانستان برگردد و بعدها خودش با هواپیمایی که محمود با آن به مزارشریف رفته بود، به ایران بازگشت.»
الله مدد شاهسوند تنها بازمانده کشتار دیپلمات‌ها در مزار شریف، خانواده های دیپلمات‌ها و بسیاری از سیاسیون معتقد هستند علاءالدین بروجردی باعث ماندن دیپلمات‌ها در مزار شد و اجازه نداد آنها کنسولگری را ترک کنند. این در حالی بود که تمام کشورها به غیر از پاکستان  دیپلمات‌های خود را از افغانستان خارج کرده بودند. شاهسوند میگوید سفیر التماس میکرد که برگردند ولی بروجردی اجازه نمیداد تا اینکه ۳ روز قبل از حادثه اجازه بازگشت به ایران را گرفت. شاهسوند میگوید دلیل اصرار علاءالدین بروجردی برای ماندن ما و باز بودن کنسول گری این بود که شیعیان مزار شریف دلگرم و خرسند باشند.

## نماینده مجلس پیرامون وضعیت زندان‌ها
پس از فروکش کردن اعتراضات موسوم به جنبش سبز و انتشار گزارش‌هایی که حکایت از شکنجه شدید دستگیرشدگان (که به مرگ چند تن از آنان انجامید) داشت، مجلس هشتم که اکثریت آن را اصولگرایان تشکیل می‌داد کمیسیونی برای تحقیق در این باره ایجاد کرد. مهدی خزعلی که خود یکی از دستگیرشدگان بوده‌است وی را به دروغ پردازی و وارونه جلوه دادن وضعیت زندان و بازداشتگاه‌ها متهم می‌کند:
کسانی به عنوان نماینده ویژه مجلس روانه بازداشتگاه‌ها و زندان‌ها شده بودند که متأسفانه واقعیت تأسف‌برانگیز وضعیت زندان‌ها را کاملاً وارونه جلوه می‌دادند. به عنوان مثال آقای بروجردی در همان جریان تحقیق از زندان‌ها، گفته بودند:
آقای ابطحی در یک سلول پنجاه متری مجهز نگهداری می‌شد! و همه چیز کاملاً منطبق بر قانون بوده‌است. در حالی که در همان زمان و پس از آزادی‌ام از زندان، آقای بروجردی به دیدار پدرم آمده بودند که بنده همان‌جا به ایشان گفتم اگر شما وضعیت و نحوه نگهداری آقای ابطحی را بازتاب کرده‌اید من هم یکی دیگر از زندانیان هستم که گزارش واقعی را در اختیار شما قرار می‌دهم و شما به عنوان یک نماینده مسئول وظیفه دارید اخبار بنده را هم بازتاب کنید که در یک سلول شش متری با وضعیت اسف باری نگهداری می‌شدم که حتی گردش شب و روز هم در آن سلول مشخص نبود، در مدت بازداشت حتی یک روز هم از هواخوری بهره‌مند نبوده‌ام که جزء شرایط اولیه نگهداری زندانی محسوب می‌شود.

## اظهار نظر دربارهٔ فیلترینگ تلگرام
او دربارهٔ فیلترینگ تلگرام گفت:«این تصمیمی است که در بالاترین سطح اتخاذ شده و تلگرام جای خود را به یک سامانه مشابه ملی خواهد داد.»او چندی بعد در گفتگو با خانه ملت بدون اشاره به فیلترینگ تلگرام گفت:«از فیلتر کردن تلگرام از منظر حفظ امنیت ملی دفاع می‌کنم.»

## تاریخچه انتخابات
بروجردی برای پنج دوره از مجلس ششم تا مجلس دهم نماینده حوزه انتخابیه بروجرد در مجلس شورای اسلامی بود. بروجردی با پنج حضور متوالی در مجلس شورای اسلامی به نمایندگی از مردم شهرستان بروجرد به مدت بیست سال رکودار نمایندگان استان لرستان در مجلس است. وی همچنین با این تعداد حضور یکی از باسابقه‌ترین نمایندگان تاریخ ایران است. وی در انتخابات دوره یازدهم مجلس شورای اسلامی از حوزه انتخابیه لارستان، خنج، گراش و اوز کاندیدا شد ولی با کسب ۲۲٬۲۱۲ رای پس از حسین حسین‌زاده دوم شد و به مجلس راه نیافت.
| سال  | انتخابات | حوزه    | رای    | درصد  | رتبه | نتیجه      |
| ---- | -------- | ------- | ------ | ----- | ---- | ---------- |
| ۱۳۷۸ | مجلس     | بروجرد  | ۳۹٬۵۵۱ | ۳۱٫۳۷ | اول  | برنده      |
| ۱۳۸۲ | مجلس     | بروجرد  | ۵۱٬۳۷۲ | ۴۶٫۲۰ | اول  | برنده      |
| ۱۳۸۶ | مجلس     | بروجرد  | ۵۳٬۶۶۱ | ۵۰٫۷۱ | اول  | برنده      |
| ۱۳۹۰ | مجلس     | بروجرد  | ۴۱٬۱۵۳ | ۳۲٫۰۰ | اول  | برنده      |
| ۱۳۹۴ | مجلس     | بروجرد  | ۴۱٬۳۳۰ | ۳۹٫۸۰ | دوم  | برنده      |
| ۱۳۹۸ | مجلس     | لارستان | ۲۲٬۲۱۲ | ۲۳٫۴۹ | دوم  | رای نیاورد |
| ۱۴۰۲ | مجلس     | لارستان | ۳۹٬۹۲۴ | ۴۳٬۴۰ | اول  | برنده      |

علاالدین بروجردی در آخرین انتخابات خود در شهرستان بروجرد بعد از سال ها ورود مستقیم به مجلس در دوره های اول در انتخابات دوره دهم از ورود مستقیم دوره اول به مجلس بازماند و راهی دوره دوم شد . انتخابات دوره دوم مجلس شورای اسلامی شهر بروجرد در اردیبهشت ماه ۱۳۹۵ برگزار شد که از بین فاطمه مقصودی؛ هادی مقدسی ؛ علاالدین بروجردی و عباس گودرزی؛ به ترتیب حاج عباس گودرزی و دکتر علاالدین بروجردی به عنوان منتخبان مردم بروجرد راهی بهارستان شدند ./۹۵/ایما